# Besaia prominens
Besaia prominens är en fjärilsart som beskrevs av Felix Bryk 1950. Besaia prominens ingår i släktet Besaia och familjen tandspinnare. Inga underarter finns listade i Catalogue of Life.